# Klam
Klam è un comune austriaco di 911 abitanti nel distretto di Perg, in Alta Austria; ha lo status di comune mercato (Marktgemeinde).

## Monumenti e luoghi d'interesse
- Castel Clam